# 斯科特·英格利希
斯科特·加里森·英格利什（英語：Scott Garrison English，1950年10月20日—），美国NBA联盟前职业篮球运动员。他在1972年的NBA选秀中第3轮第3顺位被菲尼克斯太阳选中。